# Tikal Futura
Tikal Futura Hotel & Convention Center ha sido un ícono de la industria hotelera en Guatemala. Está integrado por un complejo arquitectónico de diseño vanguardista que ofrece comodidades de la más alta calidad. Cuenta con 205 habitaciones y suites, Centro de Convenciones con capacidad de atener a más de 6,000 personas en eventos y exposiciones, así como una reconocida oferta gastronómica incluyendo un servicio de catering de alto nivel para bodas y eventos corporativos.
En sus inicios fue el edificio más alto de la Ciudad de Guatemala. Actualmente se encuentra en el sexto lugar de los edificios más altos del país.
Su diseño arquitectónico contiene elementos de la cultura maya, tales como el uso del jade, formaciones piramidales y motivos animales. En la entrada principal del Centro Comercial puede encontrarse un fragmento del Popol Vuh.
Tikal Futura Hotel & Convention Center forma parte del Complejo Tikal Futura, compuesto por dos torres de oficinas, un centro comercial con más de 170 locales comerciales, restaurantes, área de entretenimiento con cines, teatro y pistas de boliche, entre otros. Adicionalmente, a la experiencia de más de 27 años en la industria hotelera, ha sobresalido en la gastronomía y el catering, al atender eventos de diversas magnitudes y estilos. El espíritu innovador de su fundador y equipo de trabajo les ha impulsado a rediseñar servicios e instalaciones, aportando elementos que responden a las necesidades del viajero actual y el huésped contemporáneo. Las habitaciones incluyen amenidades, innovaciones, facilidades y servicios de alto estándar internacional.

## Nueva Imagen
Desde hace 27 años, Tikal Futura Hotel & Convention Center ha sido un ícono de la industria hotelera en Guatemala, se reinventa, dando un paso significativo en su compromiso continuo con la excelencia en el servicio y la satisfacción de sus invitados.
Recientemente ha efectuado renovaciones en sus servicios e instalaciones. Entre ellas destaca la culminación de la primera fase de renovación del Expo Center, remodelación del Business Lounge del Piso Ejecutivo, inauguración de una sala para Co-Working y mejoramiento del sótano 1 del estacionamiento con nueva iluminación, pulido de piso y rotulación. Adicionalmente, ha lanzado una nueva página web, www.tfhotel.com acorde a la nueva imagen.
Por  otra parte, ha construido una nueva cultura organizacional, la cual llaman Cultura TF. Con esto invita a todos sus trabajadores a capacitarse, formarse y desarrollar las estrategias necesarias para cumplir la promesa de valor de Tikal Futura. El cambio de cultura incluye una nueva filosofía de misión, visión y valores, entre otros aspectos relevantes.
Para los próximos 4 años, el Complejo Tikal Futura ha trazado objetivos que le mantendrán en constante desarrollo e innovación. Concluirán los trabajos de remodelación del Expo Center y el salón Tikal. Iniciará el proyecto y remodelación del centro comercial con más área de entretenimiento para niños y adultos, nueva área de restaurantes, plaza financiera y otros cambios muy innovadores en la estructura que lo llevará a ser el Nuevo Tikal Futura, un lugar renovado, diferente y mucho más atractivo para sus visitantes. Los trabajos en parqueos se extenderán a los sótanos 2 y 3. Por último, el proyecto de renovación de habitaciones será llevado a cabo junto a otros proyectos estratégicos.

## Catering
Tikal Futura Hotel & Catering se ha caracterizado por ser pionero en las tendencias culinarias. Actualmente su Chef Ejecutivo Christian Jean cuenta con una vasta experiencia profesional en restaurantes con estrellas Michelin trabajando en hoteles 5 estrellas en Portugal, Mónaco, Escocia, Medio Oriente, Shanghái, Catar y África.
La gastronomía de Tikal Futura no se limita a los eventos y reuniones, sino se extiende a todos sus bares y restaurantes. Actualmente el catering de Tikal Futura es reconocido como uno de los mejores del país y es una referencia gastronómica de la región.

## Servicios
- Habitaciones: 205
- Gastronomía: Hibiscus Restaurante, Zed Bar, Eleven Bar y Macadamia Café.[6]
- Salones: 20, capacidad de atender hasta 6,000 invitados.[7]
- Wellness: Natura Gym + Spa con piscina techada y climatizada, jacuzzi, sauna seco y vapor, cabinas de masaje, canchas de squash y gimnasio.[8]

## Anexos
- Anexo: Edificios más altos de Guatemala
- Anexo:Edificios más altos de Centroamérica
- Anexo:Países por altura máxima de rascacielos